# Tholiani
I Tholiani (in inglese Tholians) sono una specie aliena immaginaria dell'universo fantascientifico di Star Trek. Sono presenti nelle serie Star Trek e Star Trek: Enterprise oltre che in fumetti, romanzi, giochi e videogiochi del franchise, venendo inoltre menzionati in numerose altre circostanze.

## Caratteristiche
I Tholiani sono una razza insettoide originaria del pianeta di Classe Y Tholia nel Quadrante Alfa, al confine tra lo spazio della Federazione dei Pianeti Uniti e dell'Impero Klingon.
Specie non umanoide, i Tholiani vivono in ambienti ad altissime temperature e sono estremamente xenofobi. Hanno una struttura corporea cristallina, composta da due braccia e sei gambe, mentre il loro linguaggio, difficile da interpretare anche per il traduttore universale, è un insieme di squittii e scricchiolii. Sono in grado di sfruttare la loro struttura cristallina per comunicare a grande distanza. Se esposti a temperature troppo basse, muoiono esplodendo in migliaia di frammenti.
Possiedono una caratteristica tecnica di combattimento: i loro vascelli spaziali sono in grado di circondare le altre astronavi costruendo una ragnatela di energia attorno ai malcapitati. Se la rete viene terminata, l'astronave attaccata non ha possibilità di fuga, e se la rete viene stretta, l'astronave viene distrutta. Due astronavi Tholiane possono richiedere quasi due ore per costruire la loro rete, ma sei astronavi sono in grado di terminarla nel giro di un minuto.

## Storia
I Tholiani compaiono per la prima volta nell'episodio La ragnatela Tholiana (The Tholian Web, 1968) della terza stagione della serie classica. Nell'episodio minacciano di distruggere la USS Enterprise NCC 1701, impegnata nel tentativo di recuperare il capitano James T. Kirk, perso in uno spazio di interfase durante delle analisi sulla misteriosa nave USS Defiant NCC-1764.
Negli episodi ambientati nell'universo dello specchio, In uno specchio oscuro (prima parte) (In A Mirror, Darkly: Part 1, 2005) e In uno specchio oscuro (seconda parte) (In A Mirror, Darkly: Part 2, 2005), della quarta stagione della serie Star Trek: Enterprise, i Tholiani si contendono, assieme a Sulibani e umani, un relitto proveniente dell'universo della Federazione del futuro, ancora una volta la USS Defiant NCC-1764.  Ne In uno specchio oscuro, si scopre inoltre che i Tholiani avevano attirato con l'inganno la Defiant dell'universo ordinario nella propria dimensione, facendola anche viaggiare a ritroso nel tempo, per appropriarsi della tecnologia della Federazione, ma qui scontrano così con l'equipaggio dell'Enterprise NX-01 dell'universo dello specchio, che decide a sua volta di mettere le mani sull'astronave del futuro.
I Tholiani sono al centro della serie di fumetti War and Madness, comprendente cinque volumi, usciti tra maggio e settembre nella collana  del 1995 Star Trek: The Next Generation, pubblicata dalla DC Comics. La serie, scritta da Michael Jan Friedman, illustrata da Gordon Purcell e Terry Pallot e curata da Margaret Clark, e ambientata nell'era di The Next Generation, vede i Tholiani attaccare un avamposto della Federazione, impegnandola in una guerra.
Nel gioco di ruolo Star Fleet Universe i Tholiani hanno un ruolo significativo. Non sono nativi della Via Lattea, ma della galassia Galassia di Bode o M 81, che dista 12 milioni di anni luce dalla Terra. Lo spazio Tholiano nella Via Lattea è solo una piccola rimanenza del vasto impero Tholiano che si espandeva anche nella nostra galassia. Quando una delle specie a loro soggette, gli insettoidi Seltoriani, sviluppò una tecnologia in grado di difendersi dalle ragnatele tholiane, utilizzarono quest'arma per rovesciare l'egemonia Tholiana. I Tholiani superstiti si rifugiarono nelle Via Lattea occupando un'area di spazio ai confini tra la Federazione e il territorio Klingon. Qui abitano una sfera di Dyson in miniatura, avvolta attorno a una stella artificiale relativamente piccola, che sono riusciti a portare con sé fuggendo dalla galassia M 81. In questa realtà alternativa i Tholiani sono ufficialmente neutrali, ma gli attriti con i Klingon a volte li costringono alla cobelligeranza con la Federazione.
Nel fumetto ambientato nella realtà alternativa della Kelvin Timeline, scritto da Mike Johnson e illustrato da Rachael Stott, The Tholian Webs, Part 1 e The Tholian Webs, Part 2, uscito nella serie Star Trek: Ongoing,  della IDW Publishing tra giugno e luglio 2015, la flotta Tholiana, chiamata "The Tholian Armada", al comando del comandante Loskene, cattura la USS Enterprise NCC-1701, con l'accusa di avere commesso crimini nei confronti dell'Assemblea Tholiana avendone invaso lo spazio. L'Enterprise riesce a liberarsi e fuggire, ma Loskene promette di dare inizio a una guerra tra Tholiani e Federazione al loro prossimo incontro.

## Filmografia
- Star Trek - serie TV, episodio 3x09 (1968)
- Star Trek: Enterprise - serie TV, episodi 4x18-4x19 (2005)

## Pubblicazioni

### Romanzi
- (EN) Keith R.A. DeCandido, A Singular Destiny, collana Star Trek, illustrazioni di Alan Dingman, New York, Pocket Books, 2009, ISBN 1416594957.

### Fumetti
- (EN) Michael Jan Friedman, The First Casualty, in Margaret Clark (a cura di), Star Trek: The Next Generation, illustrazioni di Gordon Purcell e Terry Pallot, War and Madness, vol. 1, n. 71, DC Comics, maggio 1995.
- (EN) Michael Jan Friedman, A Handful of Dust, in Margaret Clark (a cura di), Star Trek: The Next Generation, illustrazioni di Gordon Purcell e Terry Pallot, War and Madness, vol. 2, n. 72, DC Comics, giugno 1995.
- (EN) Michael Jan Friedman, The Dying of the Light, in Margaret Clark (a cura di), Star Trek: The Next Generation, illustrazioni di Gordon Purcell e Terry Pallot, War and Madness, vol. 3, n. 73, DC Comics, luglio 1995.
- (EN) Michael Jan Friedman, Ceremony of Innocence, in Margaret Clark (a cura di), Star Trek: The Next Generation, illustrazioni di Gordon Purcell e Terry Pallot, War and Madness, vol. 4, n. 74, DC Comics, agosto 1995.
- (EN) Michael Jan Friedman, Cry Havoc, in Margaret Clark (a cura di), Star Trek: The Next Generation, illustrazioni di Gordon Purcell e Terry Pallot, War and Madness, vol. 5, n. 75, DC Comics, settembre 1995.
- (EN) Scott Tipton e David Tipton, Sulu, in Star Trek, illustrazioni di Federica Manfredi, Captain's Log, n. 1, IDW Publishing, 13 gennaio 2010.
- (EN) Mike Johnson, The Tholian Webs, Part 1, in Star Trek: Ongoing, illustrazioni di Rachael Stott, n. 46, IDW Publishing, 24 giugno 2015.
- (EN) Mike Johnson, The Tholian Webs, Part 2, in Star Trek: Ongoing, illustrazioni di Rachael Stott, n. 47, IDW Publishing, 22 luglio 2015.

## Giochi

### Giochi da tavolo
- Star Trek: Freedom (1997)
- Star Fleet Universe

### Videogiochi
- Star Trek Online (2010)
- Star Trek Timelines (2016)